# Dead Congregation
A Dead Congregation görög death metal együttes, amely 2004-ben alakult Athénban. Nevüket az alapító tagok korábbi együttesének, a Nuclear Winter egyik dalának a címéről kapták..
A zenekar 2014-es albuma pozitív kritikákat kapott a sajtótól.

## Tagok
- Anastasis Valtsanis – ének, gitár (2004–)
- Vagelis Voyiantzis – dob (2004–)
- T.K. – ritmusgitár (2004–)
- George Skullkos – basszusgitár (2012–)

## Diszkográfia
- Purifying Consecrated Ground (EP, 2005)
- Graves of the Archangels (2008)
- Dead Congregation / Hatespawn (split lemez, 2008)
- Promulgation of the Fall (2014)
- Sombre Doom (EP, 2016)